# کیل کوچک
کیل کوچک (به آلمانی: Kleine Kyll) یک رود در آلمان است که در راینلاند-فالتس واقع شده‌است.